# London Gatwick Airport
Gatwick Airport er Londons anden lufthavn og den næsttravleste i Storbritannien efter Heathrow regnet på passagerer om året. Den ligger mellem Horley i Surrey og Crawley i West Sussex, ca. 40 km syd for London og 40 km nord for Brighton. I 2005 håndterede den over 32,6 mio passagerer.
Charterfly må generelt ikke bruge Heathrow og mange bruger i stedet Gatwick som deres base. Mange transatlantiske ruter bruger også Gatwick pga restriktioner herpå i Heathrow.
I 1979, da den sidste større udvidelse fandt sted opnåedes der enighed med det lokale byråd om at lufthavnen ikke måtte udvide mere før 2019. Et forslag om at udvide lufthavnen med en landingsbane har derfor udløst protester pga øget larm og forurening. Regeringen har derfor besluttet at udvide Stansted og Heathrow, men ikke Gatwick.

## Historie

### Navnet
Navnet Gatwick kan spores tilbage til 1241, da området blev givet til John de Gatwick.

### 1930-1945
Gatwick lufthavn, startede i 1930 som en lokal flyveklub. I 1934 fik man tilladelse til, at flyve med kommercielle fly derfra.
Og i 1935 kunne Hillman's Airways tilbyde flyvninger til Paris og Belfast, samme år åbnede en jernbanestation på 
Southern Railways linje mellem Victoria Station og Brighton. I 1936 kunne man flyve fra Gatwick til: Paris, Malmø 
(via Amsterdam), Hamborg, København og Isle of Wight. Den 17. maj samme år kunne passager komme med den første 
programlagte flyvning, som gik til Paris. I billetprisen dengang var inkluderet transport på første klasse med toget fra Victoria 
station. Det var også i 1936, at man anlagde verdens første cirkulære terminal. Med til anlæggelsen hørte en 
undergrundsbane fra jernbanestationen, så passagerene kunne komme direkte fra toget til deres fly.
Under 2. verdenskrig var Gatwick militær lufthavn, hvorunder der skete en del udvidelser.

### Efter 1945
Efter krigen besluttede man i 1952, at udvikle Gatwick som et alternativ til Heathrow og i 1956 gik arbejdet i gang. Efter 
2 år og 9 måneder kunne dronningen den 9. juni 1958 officielt åbne den nye Gatwick Airport. Ombygningen kostede 7,8 mio 
pund, men så var det også verdens første lufthavn, der kombinerede fly-, tog- og biltransport. I 1962 startede
man en udvidelse der skulle fordoble terminalen og man tilføjede 2 nye "fingre". Dette var medvirkende til, at lufthavnen i 1967
for første gang nåede et passagertal på 2 mio rejsende.
I 1983 gik man i gang med at bygge endnu en terminal, som fik navnet Terminal Nord og stod færdig i 1988. I 1985 besluttede'
man, at bygge endnu en landingsbane, som skulle bruges i nødstilfælde. Samme år fløj British Airways Concorde for første
gang fra Gatwick. I 1991 blev der tilføjet en ny finger til terminal nord.